# بالاتر از کشتن ۲
بالاتر از کشتن ۲ (انگلیسی: Overkill 2) یک بازی ویدئویی تیراندازی اول شخص تک‌نفره و چندنفره برای سکوهای آی‌اواس، اندروید و اویا می‌باشد که توسط کارنه‌بال استودیو توسعه و نشر پیدا کرده است.
این بازی اولین بار در ۳ آوریل ۲۰۱۳ و به صورت توزیع دیجیتال و لوح فشرده منتشر شد.
بالاتر از کشتن ۲ که قسمت دوم بالاتر از کشتن (سال ۲۰۱۱) است، تاکنون به زبان‌های انگلیسی، اسپانیایی، چینی، ژاپنی، آلمانی، پرتغالی و روسی دوبله گردیده.